# Vlkanov u Nového Kramolína
Vlkanov (deutsch Wilkenau) ist eine westböhmische Gemeinde im Okres Domažlice in Tschechien.

## Geografie
Vlkanov liegt etwa drei Kilometer südlich von Poběžovice an der Eisenbahnlinie Poběžovice – Domažlice, hat aber keinen Bahnhof.

## Nachbargemeinden
Die Nachbargemeinden (im Uhrzeigersinn) sind: Poběžovice, Otov und Nový Kramolín.
| Poběžovice 3 km    | Poběžovice 3 km                             | Poběžovice 3 km |
| Poběžovice 3 km    | Kompassrose, die auf Nachbargemeinden zeigt | Otov 3 km       |
| Nový Kramolín 2 km | Nový Kramolín 2 km                          | Otov 3 km       |

## Geschichte
Der tschechische Name Vlkanov (vlk = Wolf) muss als ursprünglich gelten und wurde wohl schon vor 1600 lautmalerisch eingedeutscht durch eingeschobenes i zur Vermeidung von im Deutschen ungebräuchlichen Konsonantenhäufungen, durch Ersetzung von -ov durch -au (wie auch in: Vranov -> Frohnáu, Smolov -> Schmoláu, Pařezov -> Parisáu) und durch Verschiebung der Betonung von der ersten (im Tschechischen liegt die Betonung immer auf der ersten Silbe) auf die letzte Silbe: Wilkenáu.
Bei der Ersterwähnung von Wilkenau im Jahr 1359 gehörte es Zdenko von Hirschstein.
1421 wurde Wilkenau von König Sigismund dem Chotieschauer Kloster verschrieben.
Vor 1621 gehörte Wilkenau zur Ronsperger Herrschaft, die Peter von Schwanberg bis zu seinem Tode 1620 innehatte. Wegen dessen Beteiligung am Prager Aufstand wurden seine Besitztümer 1621 vom Fiskus eingezogen, darunter auch Wilkenau.
1656 wurden in Wilkenau 8 Bauern, einen Chalupner, 5 Gärtner, 13 Gespanne, 15 Kühe, 37 Stück Jungvieh, 108 Schafe und 54 Schweine registriert. 1789 hatte Wilkenau 33 Häuser, 1839 53 Häuser, 369 Einwohner, einen Meierhof, eine Schäferei, ein Wirtshaus und eine Abdeckerei.
1913 gab es in Wilkenau 357 Einwohner, zwei Gasthäuser, einen Kaufladen, eine Trafik, einen Schneider, einen Schmied und eine Wasenmeisterei. Es war nach Ronsperg eingepfarrt und eingeschult. Einige mutige Männer aus Wilkenau bauten in Eigeninitiative trotz Ablehnung durch die Gemeindeverwaltung eine Stichleitung nach Wilkenau, so dass 1945 alle Häuser des Ortes elektrifiziert waren.
Nach dem Münchner Abkommen wurde Wilkenau dem Deutschen Reich zugeschlagen und gehörte bis 1945 zum Landkreis Bischofteinitz.
Heute (2013) hat Vlkanov ein Gasthaus, eine öffentliche Bücherei und einen Kinderspielplatz.